# Laguna Suches (Candarave)
Die Laguna Suches, auch Laguna de Suches oder Lago Suches, ist ein See in der Provinz Candarave der Region Tacna in Südwest-Peru. Der abflusslose See besitzt eine Fläche von 10,2 km². Seine maximale Längsausdehnung beträgt 4,4 km.
Die Laguna Suches befindet sich im Norden des Distrikts Candarave in der Cordillera Volcánica, die Teil der peruanischen Westkordillere ist. Der See liegt in einer ariden Beckenlandschaft nördlich des Vulkans Tutupaca auf einer Höhe von etwa 4460 m. Hauptzuflüsse sind Río Huaytire und Río Japopunco. Letzterer speist auch den Río Callazas, der in der Vergangenheit den Abfluss der Laguna Suches bildete. Mit dem Betrieb der nahe gelegenen Kupferminen Toquepala und Cuajone wurde dem See Wasser entzogen, so dass sich dessen Wasserspiegel mit der Zeit senkte. Das Einzugsgebiet des Sees umfasst etwa 360 km². Am Südufer des Sees befindet sich die Siedlung Suches, 3 km nordöstlich liegt die Ortschaft Huaytire.